# Championnat d'Europe féminin de basket-ball des moins de 16 ans
Cet article traite de l'épreuve féminine. Pour la compétition masculine, voir Championnat d'Europe masculin de basket-ball des moins de 16 ans.
Le Championnat d’Europe féminin de basket-ball des moins de 16 ans (ou cadettes) est une compétition féminine de basket-ball qui oppose les meilleures sélections nationales d’Europe des joueuses de moins de 16 ans. Elle était organisée par la FIBA Europe tous les 2 ans depuis 1976. Depuis 2003, la compétition a lieu tous les ans et le Championnat est divisé en 3 divisions suivant le niveau de la sélection nationale. Le titre de champion d'Europe se joue donc entre les 16 sélections de la Division A. La même année (mais pas à la même période et pas dans le même pays) se déroulent le championnat de Division B et le championnat de Division C, regroupant respectivement 20 sélections nationales et 8 sélections nationales. Les cinq premières équipes des compétitions (Division A) se déroulant une année impaire se qualifient directement pour la Coupe du monde féminine de basket-ball des moins de 17 ans.
L'édition 2020 est annulée par la FIBA Europe, en raison de la pandémie de coronavirus.

## Division A

### Palmarès
| Année | Pays hôte                   | Finale | Finale | Finale | Petite finale                                                                                              | Petite finale                                                                                              | Petite finale                                                                                              | MVP | |
| Année | Pays hôte                   | Champion                                                                                                   | Score | Deuxième                                                                                                   | Troisième                                                                                                  | Score | Quatrième                                                                                                  | MVP | |
| ----- | --------------------------- | --- | --- | --- | --- | --- | --- | --- | --- |
| 1976  | Szczecin                    | Union soviétique                                                                                           | | Hongrie | Bulgarie                                                                                                   | | Tchécoslovaquie                                                                                            | non mis en place                                                                                           | |
| 1978  | Cuenca                      | Union soviétique (2)                                                                                       | 77-62 | Italie | Bulgarie                                                                                                   | 107-84 | Roumanie                                                                                                   | non mis en place                                                                                           | |
| 1980  | Zalaegerszeg, Pécs          | Union soviétique (3)                                                                                       | | Italie | Bulgarie                                                                                                   | | Roumanie                                                                                                   | non mis en place                                                                                           | |
| 1982  | Forssa, Uusikaupunki        | Union soviétique (4)                                                                                       | 66-65 | Yougoslavie                                                                                                | Italie | 70-68 | Bulgarie                                                                                                   | non mis en place                                                                                           | |
| 1984  | Pérouse, Marsciano          | Union soviétique (5)                                                                                       | 72-67 | Bulgarie                                                                                                   | Italie | 69-66 | Pays-Bas                                                                                                   | non mis en place                                                                                           | |
| 1985  | Tuzla                       | Union soviétique (6)                                                                                       | 78-55 | Italie | Yougoslavie                                                                                                | 53-50 | Hongrie | non mis en place                                                                                           | |
| 1987  | Gorzów Wielkopolski         | Union soviétique (7)                                                                                       | 83-58 | Tchécoslovaquie                                                                                            | Yougoslavie                                                                                                | 89-72 | Bulgarie                                                                                                   | non mis en place                                                                                           | |
| 1989  | Timişoara                   | Tchécoslovaquie                                                                                            | 58-57 | Roumanie                                                                                                   | Union soviétique                                                                                           | 95-66 | Espagne | non mis en place                                                                                           | |
| 1991  | Estarreja, Travassô, Anadia | Union soviétique (8)                                                                                       | 84-75 | Yougoslavie                                                                                                | Italie | 79-72 | Hongrie | non mis en place                                                                                           | |
| 1993  | Poprad                      | Russie | 66-65 | Espagne | Italie | 65-60 | Slovaquie                                                                                                  | non mis en place                                                                                           | |
| 1995  | Władysławowo                | Russie (2)                                                                                                 | 104-68 | Italie | Belgique                                                                                                   | 75-70 | Espagne | non mis en place                                                                                           | |
| 1997  | Sopron                      | Russie (3)                                                                                                 | 69-60 | République tchèque                                                                                         | France | 66-62 | Biélorussie                                                                                                | non mis en place                                                                                           | |
| 1999  | Tulcea                      | Espagne | 66-58 | RF Yougoslavie                                                                                             | France | 57-50 | Russie | non mis en place                                                                                           | |
| 2001  | Veliko Tarnovo              | France | 68-66 | Russie | Croatie | 80-67 | République tchèque                                                                                         | non mis en place                                                                                           | |
| 2003  | Nevşehir                    | Serbie-et-Monténégro                                                                                       | 73-61 | Biélorussie                                                                                                | Ukraine | 89-67 | Espagne | non mis en place                                                                                           | |
| 2004  | Asti, Biella, Novare, Coni  | Espagne (2)                                                                                                | 58-52 | Serbie-et-Monténégro                                                                                       | Russie | 74-57 | Biélorussie                                                                                                | non mis en place                                                                                           | |
| 2005  | Poznań                      | Espagne (3)                                                                                                | 74-65 | France | Pologne | 60-55 | Turquie | non mis en place                                                                                           | |
| 2006  | Košice                      | Espagne (4)                                                                                                | 80-78 | République tchèque                                                                                         | Lituanie                                                                                                   | 84-72 | Serbie-et-Monténégro                                                                                       | Kateřina Bártová                                                                                           | |
| 2007  | Valmiera                    | France (2)                                                                                                 | 60-57 | Espagne | République tchèque                                                                                         | 65-62 | Serbie | Diandra Tchatchouang                                                                                       | |
| 2008  | Katowice                    | Espagne (5)                                                                                                | 71-59 | Italie | France | 73-44 | Suède | Farhiya Abdi                                                                                               | |
| 2009  | Naples                      | Espagne (6)                                                                                                | 57-53 | Belgique                                                                                                   | France | 75-46 | Russie | Emma Meesseman                                                                                             | |
| 2010  | Kozáni, Ptolemaïda          | Russie (4)                                                                                                 | 71-53 | Croatie | France | 50-44 | Serbie | Olivia Époupa                                                                                              | |
| 2011  | Cagliari                    | Espagne (7)                                                                                                | 67-43 | Belgique                                                                                                   | Italie | 82-48 | Turquie | Hind Ben Abdelkader                                                                                        | |
| 2012  | Miskolc                     | Espagne (8)                                                                                                | 70-49 | Italie | Russie | 53-41 | Belgique                                                                                                   | Cecilia Zandalasini                                                                                        | |
| 2013  | Varna                       | Espagne (9)                                                                                                | 54-49 | République tchèque                                                                                         | Hongrie | 62-55 | Italie | Ángela Salvadores                                                                                          | |
| 2014  | Debrecen                    | Russie (5)                                                                                                 | 72-47 | République tchèque                                                                                         | Espagne | 61-49 | France | Maria Vadeïeva                                                                                             | |
| 2015  | Matosinhos                  | République tchèque                                                                                         | 79-55 | Portugal                                                                                                   | Italie | 70-54 | Espagne | Ana Ramos                                                                                                  | |
| 2016  | Udine                       | Espagne (10)                                                                                               | 64-48 | Allemagne                                                                                                  | France | 68-50 | Italie | Luisa Geiselsöder                                                                                          | |
| 2017  | Bourges                     | France (3)                                                                                                 | 63-55 | Hongrie | Italie | 48-42 | Lettonie                                                                                                   | Zoé Wadoux                                                                                                 | |
| 2018  | Kaunas                      | Italie | 60-52 | République tchèque                                                                                         | Espagne | 64-47 | Turquie | Caterina Gilli                                                                                             | |
| 2019  | Skopje                      | Russie (6)                                                                                                 | 73-66 | Lituanie                                                                                                   | Espagne | 72-57 | France | Anastasia Kosu                                                                                             | |
| 2020  | -                           | Tournoi annulé en raison de la pandémie de coronavirus                                                     | Tournoi annulé en raison de la pandémie de coronavirus                                                     | Tournoi annulé en raison de la pandémie de coronavirus                                                     | Tournoi annulé en raison de la pandémie de coronavirus                                                     | Tournoi annulé en raison de la pandémie de coronavirus                                                     | Tournoi annulé en raison de la pandémie de coronavirus                                                     | Tournoi annulé en raison de la pandémie de coronavirus                                                     | Tournoi annulé en raison de la pandémie de coronavirus                                                     |
| 2021  | -                           | Tournoi annulé en raison de la pandémie de coronavirus et remplacé par les Challengers européens 2021 (en) | Tournoi annulé en raison de la pandémie de coronavirus et remplacé par les Challengers européens 2021 (en) | Tournoi annulé en raison de la pandémie de coronavirus et remplacé par les Challengers européens 2021 (en) | Tournoi annulé en raison de la pandémie de coronavirus et remplacé par les Challengers européens 2021 (en) | Tournoi annulé en raison de la pandémie de coronavirus et remplacé par les Challengers européens 2021 (en) | Tournoi annulé en raison de la pandémie de coronavirus et remplacé par les Challengers européens 2021 (en) | Tournoi annulé en raison de la pandémie de coronavirus et remplacé par les Challengers européens 2021 (en) | Tournoi annulé en raison de la pandémie de coronavirus et remplacé par les Challengers européens 2021 (en) |
| 2022  | Matosinhos                  | France (4)                                                                                                 | 65-61 | Espagne | Croatie | 72-58 | Portugal                                                                                                   | Iyana Martín                                                                                               | |
| 2023  | Izmir                       | France (5)                                                                                                 | 67-63 | Espagne | Italie | 59-58 | Finlande                                                                                                   | Aïnhoa Risacher                                                                                            | |
| 2024  | Miskolc                     | Finlande                                                                                                   | 49-47 | France | Espagne | 80-38 | Italie | Kathy-Emma Otto                                                                                            | |
| 2025  | Pitești                     | | | | | | | | |

### Médailles par pays
Tableau actualisé après le championnat 2024.
| Rang | Nation                                     | Or | Argent | Bronze | Total |
| ---- | ------------------------------------------ | -- | ------ | ------ | ----- |
| 1    | Espagne                                    | 10 | 4      | 4      | 18    |
| 2    | Union soviétique                           | 8  | 0      | 1      | 9     |
| 3    | Russie                                     | 6  | 1      | 2      | 9     |
| 4    | France                                     | 5  | 2      | 6      | 13    |
| 5    | Italie                                     | 1  | 6      | 8      | 15    |
| 6    | République tchèque                         | 1  | 5      | 1      | 7     |
| 7    | Serbie-et-Monténégro                       | 1  | 1      | 0      | 2     |
| 7    | Tchécoslovaquie                            | 1  | 1      | 0      | 2     |
| 9    | Finlande                                   | 1  | 0      | 0      | 1     |
| 10   | Yougoslavie / Rép. fédérale de Yougoslavie | 0  | 3      | 2      | 5     |
| 11   | Belgique                                   | 0  | 2      | 1      | 3     |
| 11   | Hongrie                                    | 0  | 2      | 1      | 3     |
| 13   | Bulgarie                                   | 0  | 1      | 3      | 4     |
| 14   | Croatie                                    | 0  | 1      | 2      | 3     |
| 15   | Lituanie                                   | 0  | 1      | 1      | 2     |
| 16   | Biélorussie                                | 0  | 1      | 0      | 1     |
| 16   | Allemagne                                  | 0  | 1      | 0      | 1     |
| 16   | Portugal                                   | 0  | 1      | 0      | 1     |
| 16   | Roumanie                                   | 0  | 1      | 0      | 1     |
| 20   | Pologne                                    | 0  | 0      | 1      | 1     |
| 20   | Ukraine                                    | 0  | 0      | 1      | 1     |

### Détail par pays
| Équipe                                     | 1976                                                                        | 1978                                                                        | 1980                                                                        | 1982                                                                        | 1984                                                                        | 1985                                                                        | 1987                                                                        | 1989                                                                        | 1991                                                                        | 1993                                                                        | 1995                                                                        | 1997                                                                        | 1999                                                                        | 2001                                                                        | 2003                                                        | 2004                                                        | 2005                                                        | 2006                                                        | 2007                                                        | 2008                                                        | 2009                                                        | 2010                                                        | 2011                                                        | 2012                                                        | 2013                                                        | 2014                                                        | 2015                                                        | 2016                                                        | 2017                                                        | 2018                                                        | 2019                                                        | 2022                                                        | 2023                                                        | 2024                                                        | 2025                                                        | Total |
| ------------------------------------------ | --------------------------------------------------------------------------- | --------------------------------------------------------------------------- | --------------------------------------------------------------------------- | --------------------------------------------------------------------------- | --------------------------------------------------------------------------- | --------------------------------------------------------------------------- | --------------------------------------------------------------------------- | --------------------------------------------------------------------------- | --------------------------------------------------------------------------- | --------------------------------------------------------------------------- | --------------------------------------------------------------------------- | --------------------------------------------------------------------------- | --------------------------------------------------------------------------- | --------------------------------------------------------------------------- | ----------------------------------------------------------- | ----------------------------------------------------------- | ----------------------------------------------------------- | ----------------------------------------------------------- | ----------------------------------------------------------- | ----------------------------------------------------------- | ----------------------------------------------------------- | ----------------------------------------------------------- | ----------------------------------------------------------- | ----------------------------------------------------------- | ----------------------------------------------------------- | ----------------------------------------------------------- | ----------------------------------------------------------- | ----------------------------------------------------------- | ----------------------------------------------------------- | ----------------------------------------------------------- | ----------------------------------------------------------- | ----------------------------------------------------------- | ----------------------------------------------------------- | ----------------------------------------------------------- | ----------------------------------------------------------- | ----- |
| Allemagne de l'Ouest / Allemagne           |                                                                             | 12e                                                                         | 12e                                                                         | 9e                                                                          | 11e                                                                         | 11e                                                                         | 11e                                                                         | 6e                                                                          |                                                                             |                                                                             | 9e                                                                          |                                                                             |                                                                             |                                                                             | 9e                                                          | 16e                                                         |                                                             |                                                             |                                                             | 13e                                                         | 16e                                                         |                                                             |                                                             | 15e                                                         |                                                             |                                                             | 9e                                                          | 2e                                                          | 6e                                                          | 10e                                                         | 9e                                                          | 14e                                                         |                                                             | 7e                                                          |                                                             | 21    |
| Angleterre                                 |                                                                             |                                                                             |                                                                             |                                                                             |                                                                             |                                                                             |                                                                             |                                                                             |                                                                             |                                                                             |                                                                             |                                                                             |                                                                             |                                                                             |                                                             |                                                             |                                                             |                                                             |                                                             |                                                             |                                                             |                                                             |                                                             | 16e                                                         |                                                             |                                                             | 16e                                                         | Grande-Bretagne                                             | Grande-Bretagne                                             | Grande-Bretagne                                             | Grande-Bretagne                                             | Grande-Bretagne                                             | Grande-Bretagne                                             | Grande-Bretagne                                             | Grande-Bretagne                                             | 2     |
| Autriche                                   |                                                                             |                                                                             |                                                                             |                                                                             | 12e                                                                         |                                                                             |                                                                             |                                                                             |                                                                             |                                                                             |                                                                             |                                                                             |                                                                             |                                                                             |                                                             |                                                             |                                                             |                                                             |                                                             |                                                             |                                                             |                                                             |                                                             |                                                             |                                                             |                                                             |                                                             |                                                             |                                                             |                                                             |                                                             |                                                             |                                                             |                                                             |                                                             | 1     |
| Belgique                                   | 13e                                                                         | 10e                                                                         |                                                                             |                                                                             | 10e                                                                         | 10e                                                                         |                                                                             |                                                                             |                                                                             | 8e                                                                          | 3e                                                                          | 10e                                                                         |                                                                             |                                                                             |                                                             | 13e                                                         | 14e                                                         | 13e                                                         | 12e                                                         | 5e                                                          | 2e                                                          | 8e                                                          | 2e                                                          | 4e                                                          | 13e                                                         | 7e                                                          | 14e                                                         |                                                             |                                                             | 13e                                                         | 6e                                                          | 7e                                                          | 9e                                                          | 5e                                                          |                                                             | 25    |
| Biélorussie                                | Union soviétique                                                            | Union soviétique                                                            | Union soviétique                                                            | Union soviétique                                                            | Union soviétique                                                            | Union soviétique                                                            | Union soviétique                                                            | Union soviétique                                                            | Union soviétique                                                            |                                                                             | 5e                                                                          | 4e                                                                          | 8e                                                                          |                                                                             | 2e                                                          | 4e                                                          | 12e                                                         | 7e                                                          | 9e                                                          | 10e                                                         | 14e                                                         | 15e                                                         |                                                             |                                                             |                                                             |                                                             |                                                             | 8e                                                          | 15e                                                         |                                                             |                                                             |                                                             |                                                             |                                                             |                                                             | 13    |
| Bulgarie                                   | 3e                                                                          | 3e                                                                          | 3e                                                                          | 4e                                                                          | 2e                                                                          | 6e                                                                          | 4e                                                                          |                                                                             |                                                                             |                                                                             | 6e                                                                          |                                                                             |                                                                             | 12e                                                                         |                                                             | 11e                                                         | 16e                                                         |                                                             |                                                             |                                                             |                                                             |                                                             |                                                             |                                                             | 16e                                                         |                                                             |                                                             |                                                             |                                                             |                                                             |                                                             |                                                             |                                                             |                                                             |                                                             | 12    |
| Croatie                                    | Yougoslavie                                                                 | Yougoslavie                                                                 | Yougoslavie                                                                 | Yougoslavie                                                                 | Yougoslavie                                                                 | Yougoslavie                                                                 | Yougoslavie                                                                 | Yougoslavie                                                                 | Yougoslavie                                                                 | 12e                                                                         |                                                                             | 6e                                                                          | 9e                                                                          | 3e                                                                          | 8e                                                          | 9e                                                          | 10e                                                         | 16e                                                         |                                                             |                                                             |                                                             | 2e                                                          | 14e                                                         | 9e                                                          | 8e                                                          | 10e                                                         | 12e                                                         | 5e                                                          | 10e                                                         | 14e                                                         |                                                             | 3e                                                          | 5e                                                          | 13e                                                         |                                                             | 21    |
| Danemark                                   |                                                                             |                                                                             |                                                                             |                                                                             |                                                                             |                                                                             |                                                                             |                                                                             |                                                                             |                                                                             |                                                                             |                                                                             |                                                                             |                                                                             |                                                             |                                                             |                                                             |                                                             |                                                             |                                                             |                                                             |                                                             |                                                             |                                                             |                                                             | 15e                                                         |                                                             |                                                             |                                                             | 12e                                                         | 13e                                                         | 16e                                                         |                                                             |                                                             |                                                             | 4     |
| Écosse                                     | 14e                                                                         | 14e                                                                         |                                                                             |                                                                             |                                                                             |                                                                             |                                                                             |                                                                             |                                                                             |                                                                             |                                                                             |                                                                             |                                                                             |                                                                             |                                                             |                                                             |                                                             |                                                             |                                                             |                                                             |                                                             |                                                             |                                                             |                                                             |                                                             |                                                             |                                                             | Grande-Bretagne                                             | Grande-Bretagne                                             | Grande-Bretagne                                             | Grande-Bretagne                                             | Grande-Bretagne                                             | Grande-Bretagne                                             | Grande-Bretagne                                             | Grande-Bretagne                                             | 2     |
| Espagne                                    | 10e                                                                         | 11e                                                                         | 10e                                                                         | 8e                                                                          | 7e                                                                          | 9e                                                                          | 9e                                                                          | 4e                                                                          | 9e                                                                          | 2e                                                                          | 4e                                                                          | 5e                                                                          | 1er                                                                         | 7e                                                                          | 4e                                                          | 1er                                                         | 1er                                                         | 1er                                                         | 2e                                                          | 1er                                                         | 1er                                                         | 5e                                                          | 1er                                                         | 1er                                                         | 1er                                                         | 3e                                                          | 4e                                                          | 1er                                                         | 5e                                                          | 3e                                                          | 3e                                                          | 2e                                                          | 2e                                                          | 3e                                                          |                                                             | 35    |
| Estonie                                    | Union soviétique                                                            | Union soviétique                                                            | Union soviétique                                                            | Union soviétique                                                            | Union soviétique                                                            | Union soviétique                                                            | Union soviétique                                                            | Union soviétique                                                            | Union soviétique                                                            |                                                                             |                                                                             |                                                                             |                                                                             |                                                                             |                                                             |                                                             |                                                             | 15e                                                         |                                                             |                                                             |                                                             |                                                             |                                                             |                                                             |                                                             |                                                             |                                                             |                                                             |                                                             |                                                             |                                                             |                                                             |                                                             |                                                             |                                                             | 1     |
| Finlande                                   | 12e                                                                         | 8e                                                                          |                                                                             | 5e                                                                          |                                                                             | 12e                                                                         | 8e                                                                          |                                                                             |                                                                             | 10e                                                                         |                                                                             |                                                                             |                                                                             |                                                                             |                                                             |                                                             |                                                             |                                                             |                                                             |                                                             | 9e                                                          | 12e                                                         | 16e                                                         |                                                             |                                                             |                                                             |                                                             |                                                             |                                                             |                                                             | 10e                                                         | 13e                                                         | 4e                                                          | 1er                                                         |                                                             | 14    |
| Grande-Bretagne                            | Précédé par l'Angleterre et l'Écosse                                        | Précédé par l'Angleterre et l'Écosse                                        | Précédé par l'Angleterre et l'Écosse                                        | Précédé par l'Angleterre et l'Écosse                                        | Précédé par l'Angleterre et l'Écosse                                        | Précédé par l'Angleterre et l'Écosse                                        | Précédé par l'Angleterre et l'Écosse                                        | Précédé par l'Angleterre et l'Écosse                                        | Précédé par l'Angleterre et l'Écosse                                        | Précédé par l'Angleterre et l'Écosse                                        | Précédé par l'Angleterre et l'Écosse                                        | Précédé par l'Angleterre et l'Écosse                                        | Précédé par l'Angleterre et l'Écosse                                        |                                                                             |                                                             |                                                             |                                                             |                                                             |                                                             |                                                             |                                                             |                                                             |                                                             |                                                             |                                                             |                                                             |                                                             |                                                             |                                                             |                                                             |                                                             |                                                             |                                                             |                                                             |                                                             | 1     |
| France                                     |                                                                             | 7e                                                                          | 9e                                                                          | 7e                                                                          | 9e                                                                          | 8e                                                                          | 6e                                                                          | 8e                                                                          | 8e                                                                          | 6e                                                                          |                                                                             | 3e                                                                          | 3e                                                                          | 1er                                                                         | 5e                                                          | 7e                                                          | 2e                                                          | 5e                                                          | 1er                                                         | 3e                                                          | 3e                                                          | 3e                                                          | 7e                                                          | 5e                                                          | 5e                                                          | 4e                                                          | 6e                                                          | 3e                                                          | 1er                                                         | 5e                                                          | 4e                                                          | 1er                                                         | 1er                                                         | 2e                                                          |                                                             | 33    |
| Grèce                                      |                                                                             |                                                                             |                                                                             |                                                                             |                                                                             |                                                                             |                                                                             | 9e                                                                          | 5e                                                                          | 7e                                                                          | 7e                                                                          |                                                                             | 7e                                                                          | 11e                                                                         | 12e                                                         | 14e                                                         | 13e                                                         | 14e                                                         | 15e                                                         |                                                             | 7e                                                          | 10e                                                         | 5e                                                          | 10e                                                         | 11e                                                         | 14e                                                         |                                                             |                                                             |                                                             |                                                             | 12e                                                         | 6e                                                          | 13e                                                         | 15e                                                         |                                                             | 21    |
| Hongrie                                    | 2e                                                                          |                                                                             | 6e                                                                          | 6e                                                                          | 6e                                                                          | 4e                                                                          | 10e                                                                         | 11e                                                                         | 4e                                                                          | 5e                                                                          |                                                                             | 8e                                                                          |                                                                             | 9e                                                                          |                                                             | 10e                                                         | 11e                                                         | 12e                                                         | 8e                                                          | 7e                                                          | 15e                                                         |                                                             | 12e                                                         | 7e                                                          | 3e                                                          | 6e                                                          | 7e                                                          | 12e                                                         | 2e                                                          | 7e                                                          | 11e                                                         | 5e                                                          | 8e                                                          | 8e                                                          |                                                             | 30    |
| Israël                                     | 11e                                                                         | 13e                                                                         |                                                                             | 12e                                                                         |                                                                             |                                                                             |                                                                             |                                                                             |                                                                             |                                                                             |                                                                             |                                                                             |                                                                             |                                                                             |                                                             |                                                             |                                                             |                                                             |                                                             |                                                             |                                                             |                                                             |                                                             |                                                             |                                                             |                                                             |                                                             |                                                             |                                                             |                                                             |                                                             |                                                             | 12e                                                         | 12e                                                         |                                                             | 6     |
| Italie                                     | 9e                                                                          | 2e                                                                          | 2e                                                                          | 3e                                                                          | 3e                                                                          | 2e                                                                          | 7e                                                                          | 5e                                                                          | 3e                                                                          | 3e                                                                          | 2e                                                                          | 11e                                                                         |                                                                             | 8e                                                                          | 10e                                                         | 5e                                                          | 15e                                                         |                                                             |                                                             | 2e                                                          | 6e                                                          | 13e                                                         | 3e                                                          | 2e                                                          | 4e                                                          | 9e                                                          | 3e                                                          | 4e                                                          | 3e                                                          | 1er                                                         | 5e                                                          | 8e                                                          | 3e                                                          | 4e                                                          |                                                             | 32    |
| Lettonie                                   | Union soviétique                                                            | Union soviétique                                                            | Union soviétique                                                            | Union soviétique                                                            | Union soviétique                                                            | Union soviétique                                                            | Union soviétique                                                            | Union soviétique                                                            | Union soviétique                                                            | 11e                                                                         |                                                                             |                                                                             |                                                                             | 5e                                                                          |                                                             |                                                             |                                                             |                                                             | 7e                                                          | 15e                                                         |                                                             |                                                             |                                                             |                                                             | 7e                                                          | 5e                                                          | 5e                                                          | 10e                                                         | 4e                                                          | 9e                                                          | 8e                                                          | 9e                                                          | 11e                                                         | 9e                                                          |                                                             | 15    |
| Lituanie                                   | Union soviétique                                                            | Union soviétique                                                            | Union soviétique                                                            | Union soviétique                                                            | Union soviétique                                                            | Union soviétique                                                            | Union soviétique                                                            | Union soviétique                                                            | Union soviétique                                                            | 9e                                                                          |                                                                             |                                                                             |                                                                             |                                                                             |                                                             |                                                             | 9e                                                          | 3e                                                          | 13e                                                         | 12e                                                         | 12e                                                         | 16e                                                         |                                                             |                                                             | 15e                                                         |                                                             |                                                             | 6e                                                          | 14e                                                         | 11e                                                         | 2e                                                          | 15e                                                         |                                                             |                                                             |                                                             | 13    |
| Monténégro                                 | Yougoslavie (1965-1991) puis République fédérale de Yougoslavie (1992-2003) | Yougoslavie (1965-1991) puis République fédérale de Yougoslavie (1992-2003) | Yougoslavie (1965-1991) puis République fédérale de Yougoslavie (1992-2003) | Yougoslavie (1965-1991) puis République fédérale de Yougoslavie (1992-2003) | Yougoslavie (1965-1991) puis République fédérale de Yougoslavie (1992-2003) | Yougoslavie (1965-1991) puis République fédérale de Yougoslavie (1992-2003) | Yougoslavie (1965-1991) puis République fédérale de Yougoslavie (1992-2003) | Yougoslavie (1965-1991) puis République fédérale de Yougoslavie (1992-2003) | Yougoslavie (1965-1991) puis République fédérale de Yougoslavie (1992-2003) | Yougoslavie (1965-1991) puis République fédérale de Yougoslavie (1992-2003) | Yougoslavie (1965-1991) puis République fédérale de Yougoslavie (1992-2003) | Yougoslavie (1965-1991) puis République fédérale de Yougoslavie (1992-2003) | Yougoslavie (1965-1991) puis République fédérale de Yougoslavie (1992-2003) | Yougoslavie (1965-1991) puis République fédérale de Yougoslavie (1992-2003) | Précédé par la Serbie-et-Monténégro                         | Précédé par la Serbie-et-Monténégro                         | Précédé par la Serbie-et-Monténégro                         | Précédé par la Serbie-et-Monténégro                         |                                                             |                                                             |                                                             |                                                             |                                                             |                                                             |                                                             |                                                             |                                                             |                                                             |                                                             |                                                             |                                                             |                                                             |                                                             | 14e                                                         |                                                             | 1     |
| Pays-Bas                                   | 6e                                                                          | 9e                                                                          |                                                                             | 10e                                                                         | 4e                                                                          | 7e                                                                          |                                                                             | 12e                                                                         | 10e                                                                         |                                                                             |                                                                             |                                                                             |                                                                             |                                                                             |                                                             |                                                             |                                                             |                                                             |                                                             |                                                             |                                                             | 7e                                                          | 9e                                                          | 12e                                                         | 14e                                                         |                                                             | 15e                                                         |                                                             | 13e                                                         | 16e                                                         |                                                             |                                                             |                                                             |                                                             |                                                             | 14    |
| Pologne                                    | 5e                                                                          | 5e                                                                          | 8e                                                                          |                                                                             |                                                                             |                                                                             | 12e                                                                         | 10e                                                                         | 7e                                                                          |                                                                             | 11e                                                                         | 9e                                                                          | 6e                                                                          |                                                                             |                                                             | 12e                                                         | 3e                                                          | 6e                                                          | 10e                                                         | 6e                                                          | 10e                                                         | 14e                                                         | 15e                                                         |                                                             |                                                             |                                                             |                                                             |                                                             | 8e                                                          | 8e                                                          | 14e                                                         | 10e                                                         | 6e                                                          | 11e                                                         |                                                             | 23    |
| Portugal                                   |                                                                             |                                                                             |                                                                             |                                                                             |                                                                             |                                                                             |                                                                             |                                                                             | 12e                                                                         |                                                                             |                                                                             |                                                                             |                                                                             |                                                                             |                                                             |                                                             |                                                             |                                                             |                                                             |                                                             |                                                             |                                                             |                                                             |                                                             |                                                             | 13e                                                         | 2e                                                          | 14e                                                         |                                                             |                                                             |                                                             | 4e                                                          | 16e                                                         |                                                             |                                                             | 6     |
| République tchèque                         | Précédé par la Tchécoslovaquie                                              | Précédé par la Tchécoslovaquie                                              | Précédé par la Tchécoslovaquie                                              | Précédé par la Tchécoslovaquie                                              | Précédé par la Tchécoslovaquie                                              | Précédé par la Tchécoslovaquie                                              | Précédé par la Tchécoslovaquie                                              | Précédé par la Tchécoslovaquie                                              | Précédé par la Tchécoslovaquie                                              |                                                                             | 8e                                                                          | 2e                                                                          | 11e                                                                         | 4e                                                                          | 7e                                                          | 6e                                                          | 7e                                                          | 2e                                                          | 3e                                                          | 11e                                                         | 8e                                                          | 9e                                                          | 10e                                                         | 6e                                                          | 2e                                                          | 2e                                                          | 1er                                                         | 7e                                                          | 9e                                                          | 2e                                                          | 7e                                                          | 12e                                                         | 14e                                                         |                                                             |                                                             | 24    |
| Roumanie                                   | 8e                                                                          | 4e                                                                          | 4e                                                                          |                                                                             | 5e                                                                          | 5e                                                                          | 5e                                                                          | 2e                                                                          | 11e                                                                         |                                                                             |                                                                             | 12e                                                                         | 12e                                                                         |                                                                             |                                                             |                                                             |                                                             |                                                             |                                                             |                                                             |                                                             |                                                             |                                                             |                                                             |                                                             |                                                             |                                                             |                                                             | 16e                                                         |                                                             |                                                             |                                                             |                                                             |                                                             |                                                             | 12    |
| Russie                                     | Précédé par l'Union soviétique                                              | Précédé par l'Union soviétique                                              | Précédé par l'Union soviétique                                              | Précédé par l'Union soviétique                                              | Précédé par l'Union soviétique                                              | Précédé par l'Union soviétique                                              | Précédé par l'Union soviétique                                              | Précédé par l'Union soviétique                                              | Précédé par l'Union soviétique                                              | 1er                                                                         | 1er                                                                         | 1er                                                                         | 4e                                                                          | 2e                                                                          | 6e                                                          | 3e                                                          | 5e                                                          | 9e                                                          | 6e                                                          | 9e                                                          | 4e                                                          | 1er                                                         | 6e                                                          | 3e                                                          | 6e                                                          | 1er                                                         | 8e                                                          | 11e                                                         | 7e                                                          | 6e                                                          | 1er                                                         |                                                             |                                                             |                                                             |                                                             | 22    |
| Serbie                                     | Yougoslavie (1965-1991) puis République fédérale de Yougoslavie (1992-2003) | Yougoslavie (1965-1991) puis République fédérale de Yougoslavie (1992-2003) | Yougoslavie (1965-1991) puis République fédérale de Yougoslavie (1992-2003) | Yougoslavie (1965-1991) puis République fédérale de Yougoslavie (1992-2003) | Yougoslavie (1965-1991) puis République fédérale de Yougoslavie (1992-2003) | Yougoslavie (1965-1991) puis République fédérale de Yougoslavie (1992-2003) | Yougoslavie (1965-1991) puis République fédérale de Yougoslavie (1992-2003) | Yougoslavie (1965-1991) puis République fédérale de Yougoslavie (1992-2003) | Yougoslavie (1965-1991) puis République fédérale de Yougoslavie (1992-2003) | Yougoslavie (1965-1991) puis République fédérale de Yougoslavie (1992-2003) | Yougoslavie (1965-1991) puis République fédérale de Yougoslavie (1992-2003) | Yougoslavie (1965-1991) puis République fédérale de Yougoslavie (1992-2003) | Yougoslavie (1965-1991) puis République fédérale de Yougoslavie (1992-2003) | Yougoslavie (1965-1991) puis République fédérale de Yougoslavie (1992-2003) | Précédé par la Serbie-et-Monténégro                         | Précédé par la Serbie-et-Monténégro                         | Précédé par la Serbie-et-Monténégro                         | Précédé par la Serbie-et-Monténégro                         | 4e                                                          | 14e                                                         | 11e                                                         | 4e                                                          | 13e                                                         | 14e                                                         |                                                             | 11e                                                         | 10e                                                         | 13e                                                         | 12e                                                         | 15e                                                         |                                                             |                                                             | 7e                                                          | 10e                                                         |                                                             | 14    |
| Serbie-et-Monténégro                       | Yougoslavie (1965-1991) puis République fédérale de Yougoslavie (1992-2003) | Yougoslavie (1965-1991) puis République fédérale de Yougoslavie (1992-2003) | Yougoslavie (1965-1991) puis République fédérale de Yougoslavie (1992-2003) | Yougoslavie (1965-1991) puis République fédérale de Yougoslavie (1992-2003) | Yougoslavie (1965-1991) puis République fédérale de Yougoslavie (1992-2003) | Yougoslavie (1965-1991) puis République fédérale de Yougoslavie (1992-2003) | Yougoslavie (1965-1991) puis République fédérale de Yougoslavie (1992-2003) | Yougoslavie (1965-1991) puis République fédérale de Yougoslavie (1992-2003) | Yougoslavie (1965-1991) puis République fédérale de Yougoslavie (1992-2003) | Yougoslavie (1965-1991) puis République fédérale de Yougoslavie (1992-2003) | Yougoslavie (1965-1991) puis République fédérale de Yougoslavie (1992-2003) | Yougoslavie (1965-1991) puis République fédérale de Yougoslavie (1992-2003) | Yougoslavie (1965-1991) puis République fédérale de Yougoslavie (1992-2003) | Yougoslavie (1965-1991) puis République fédérale de Yougoslavie (1992-2003) | 1er                                                         | 2e                                                          | 8e                                                          | 4e                                                          | Disparu, remplacé par la Serbie et le Monténégro            | Disparu, remplacé par la Serbie et le Monténégro            | Disparu, remplacé par la Serbie et le Monténégro            | Disparu, remplacé par la Serbie et le Monténégro            | Disparu, remplacé par la Serbie et le Monténégro            | Disparu, remplacé par la Serbie et le Monténégro            | Disparu, remplacé par la Serbie et le Monténégro            | Disparu, remplacé par la Serbie et le Monténégro            | Disparu, remplacé par la Serbie et le Monténégro            | Disparu, remplacé par la Serbie et le Monténégro            | Disparu, remplacé par la Serbie et le Monténégro            | Disparu, remplacé par la Serbie et le Monténégro            | Disparu, remplacé par la Serbie et le Monténégro            | Disparu, remplacé par la Serbie et le Monténégro            | Disparu, remplacé par la Serbie et le Monténégro            | Disparu, remplacé par la Serbie et le Monténégro            | Disparu, remplacé par la Serbie et le Monténégro            | 4     |
| Slovaquie                                  | Précédé par la Tchécoslovaquie                                              | Précédé par la Tchécoslovaquie                                              | Précédé par la Tchécoslovaquie                                              | Précédé par la Tchécoslovaquie                                              | Précédé par la Tchécoslovaquie                                              | Précédé par la Tchécoslovaquie                                              | Précédé par la Tchécoslovaquie                                              | Précédé par la Tchécoslovaquie                                              | Précédé par la Tchécoslovaquie                                              | 4e                                                                          | 10e                                                                         |                                                                             | 5e                                                                          | 6e                                                                          |                                                             | 15e                                                         |                                                             | 10e                                                         | 16e                                                         |                                                             |                                                             |                                                             | 11e                                                         | 8e                                                          | 10e                                                         | 12e                                                         | 13e                                                         | 16e                                                         |                                                             |                                                             |                                                             |                                                             |                                                             |                                                             |                                                             | 13    |
| Slovénie                                   | Yougoslavie                                                                 | Yougoslavie                                                                 | Yougoslavie                                                                 | Yougoslavie                                                                 | Yougoslavie                                                                 | Yougoslavie                                                                 | Yougoslavie                                                                 | Yougoslavie                                                                 | Yougoslavie                                                                 |                                                                             | 12e                                                                         |                                                                             |                                                                             |                                                                             |                                                             |                                                             |                                                             |                                                             |                                                             |                                                             |                                                             |                                                             |                                                             |                                                             |                                                             |                                                             |                                                             |                                                             |                                                             |                                                             |                                                             | 11e                                                         | 10e                                                         | 6e                                                          |                                                             | 5     |
| Suède                                      | 15e                                                                         |                                                                             | 11e                                                                         | 11e                                                                         |                                                                             |                                                                             |                                                                             |                                                                             |                                                                             |                                                                             |                                                                             |                                                                             |                                                                             |                                                                             |                                                             |                                                             |                                                             |                                                             | 5e                                                          | 4e                                                          | 13e                                                         | 11e                                                         | 8e                                                          | 11e                                                         | 9e                                                          | 16e                                                         |                                                             | 15e                                                         |                                                             |                                                             | 16e                                                         |                                                             |                                                             | 16e                                                         |                                                             | 14    |
| Suisse                                     | 16e                                                                         |                                                                             |                                                                             |                                                                             |                                                                             |                                                                             |                                                                             |                                                                             |                                                                             |                                                                             |                                                                             |                                                                             |                                                                             |                                                                             |                                                             |                                                             |                                                             |                                                             |                                                             |                                                             |                                                             |                                                             |                                                             |                                                             |                                                             |                                                             |                                                             |                                                             |                                                             |                                                             |                                                             |                                                             |                                                             |                                                             |                                                             | 1     |
| Tchécoslovaquie                            | 4e                                                                          |                                                                             | 5e                                                                          |                                                                             |                                                                             |                                                                             | 2e                                                                          | 1er                                                                         | 6e                                                                          | Disparu, remplacé par la République tchèque et la Slovaquie                 | Disparu, remplacé par la République tchèque et la Slovaquie                 | Disparu, remplacé par la République tchèque et la Slovaquie                 | Disparu, remplacé par la République tchèque et la Slovaquie                 | Disparu, remplacé par la République tchèque et la Slovaquie                 | Disparu, remplacé par la République tchèque et la Slovaquie | Disparu, remplacé par la République tchèque et la Slovaquie | Disparu, remplacé par la République tchèque et la Slovaquie | Disparu, remplacé par la République tchèque et la Slovaquie | Disparu, remplacé par la République tchèque et la Slovaquie | Disparu, remplacé par la République tchèque et la Slovaquie | Disparu, remplacé par la République tchèque et la Slovaquie | Disparu, remplacé par la République tchèque et la Slovaquie | Disparu, remplacé par la République tchèque et la Slovaquie | Disparu, remplacé par la République tchèque et la Slovaquie | Disparu, remplacé par la République tchèque et la Slovaquie | Disparu, remplacé par la République tchèque et la Slovaquie | Disparu, remplacé par la République tchèque et la Slovaquie | Disparu, remplacé par la République tchèque et la Slovaquie | Disparu, remplacé par la République tchèque et la Slovaquie | Disparu, remplacé par la République tchèque et la Slovaquie | Disparu, remplacé par la République tchèque et la Slovaquie | Disparu, remplacé par la République tchèque et la Slovaquie | Disparu, remplacé par la République tchèque et la Slovaquie | Disparu, remplacé par la République tchèque et la Slovaquie | Disparu, remplacé par la République tchèque et la Slovaquie | 5     |
| Tunisie                                    |                                                                             | 15e                                                                         | FIBA Afrique                                                                | FIBA Afrique                                                                | FIBA Afrique                                                                | FIBA Afrique                                                                | FIBA Afrique                                                                | FIBA Afrique                                                                | FIBA Afrique                                                                | FIBA Afrique                                                                | FIBA Afrique                                                                | FIBA Afrique                                                                | FIBA Afrique                                                                | FIBA Afrique                                                                | FIBA Afrique                                                | FIBA Afrique                                                | FIBA Afrique                                                | FIBA Afrique                                                | FIBA Afrique                                                | FIBA Afrique                                                | FIBA Afrique                                                | FIBA Afrique                                                | FIBA Afrique                                                | FIBA Afrique                                                | FIBA Afrique                                                | FIBA Afrique                                                | FIBA Afrique                                                | FIBA Afrique                                                | FIBA Afrique                                                | FIBA Afrique                                                | FIBA Afrique                                                | FIBA Afrique                                                | FIBA Afrique                                                | FIBA Afrique                                                | FIBA Afrique                                                | 1     |
| Turquie                                    |                                                                             |                                                                             |                                                                             |                                                                             |                                                                             |                                                                             |                                                                             |                                                                             |                                                                             |                                                                             |                                                                             |                                                                             | 10e                                                                         |                                                                             | 11e                                                         | 8e                                                          | 4e                                                          | 11e                                                         | 14e                                                         | 8e                                                          | 5e                                                          | 6e                                                          | 4e                                                          | 13e                                                         | 12e                                                         | 8e                                                          | 11e                                                         | 9e                                                          | 11e                                                         | 4e                                                          | 15e                                                         |                                                             | 15e                                                         |                                                             |                                                             | 19    |
| Ukraine                                    | Union soviétique                                                            | Union soviétique                                                            | Union soviétique                                                            | Union soviétique                                                            | Union soviétique                                                            | Union soviétique                                                            | Union soviétique                                                            | Union soviétique                                                            | Union soviétique                                                            |                                                                             |                                                                             |                                                                             |                                                                             |                                                                             | 3e                                                          |                                                             | 6e                                                          | 8e                                                          | 11e                                                         | 16e                                                         |                                                             |                                                             |                                                             |                                                             |                                                             |                                                             |                                                             |                                                             |                                                             |                                                             |                                                             |                                                             |                                                             |                                                             |                                                             | 5     |
| Union soviétique                           | 1er                                                                         | 1er                                                                         | 1er                                                                         | 1er                                                                         | 1er                                                                         | 1er                                                                         | 1er                                                                         | 3e                                                                          | 1er                                                                         | Disparu                                                                     | Disparu                                                                     | Disparu                                                                     | Disparu                                                                     | Disparu                                                                     | Disparu                                                     | Disparu                                                     | Disparu                                                     | Disparu                                                     | Disparu                                                     | Disparu                                                     | Disparu                                                     | Disparu                                                     | Disparu                                                     | Disparu                                                     | Disparu                                                     | Disparu                                                     | Disparu                                                     | Disparu                                                     | Disparu                                                     | Disparu                                                     | Disparu                                                     | Disparu                                                     | Disparu                                                     | Disparu                                                     | Disparu                                                     | 9     |
| Yougoslavie / Rép. fédérale de Yougoslavie | 7e                                                                          | 6e                                                                          | 7e                                                                          | 2e                                                                          | 8e                                                                          | 3e                                                                          | 3e                                                                          | 7e                                                                          | 2e                                                                          |                                                                             |                                                                             | 7e                                                                          | 2e                                                                          | 10e                                                                         | Disparu                                                     | Disparu                                                     | Disparu                                                     | Disparu                                                     | Disparu                                                     | Disparu                                                     | Disparu                                                     | Disparu                                                     | Disparu                                                     | Disparu                                                     | Disparu                                                     | Disparu                                                     | Disparu                                                     | Disparu                                                     | Disparu                                                     | Disparu                                                     | Disparu                                                     | Disparu                                                     | Disparu                                                     | Disparu                                                     | Disparu                                                     | 12    |
| Total                                      | 16                                                                          | 15                                                                          | 12                                                                          | 12                                                                          | 12                                                                          | 12                                                                          | 12                                                                          | 12                                                                          | 12                                                                          | 12                                                                          | 12                                                                          | 12                                                                          | 12                                                                          | 12                                                                          | 16                                                          | 16                                                          | 16                                                          | 16                                                          | 16                                                          | 16                                                          | 16                                                          | 16                                                          | 16                                                          | 16                                                          | 16                                                          | 16                                                          | 16                                                          | 16                                                          | 16                                                          | 16                                                          | 16                                                          | 16                                                          | 16                                                          | 16                                                          | 16                                                          |       |

## Division B

### Palmarès
| Année | Pays hôte     | Finale | Finale | Finale | Petite finale                                                                                              | Petite finale                                                                                              | Petite finale                                                                                              | MVP | |
| Année | Pays hôte     | Champion                                                                                                   | Score | Deuxième                                                                                                   | Troisième                                                                                                  | Score | Quatrième                                                                                                  | MVP | |
| ----- | ------------- | --- | --- | --- | --- | --- | --- | --- | --- |
| 2004  | Brčko Rakvere | Ukraine (Or Groupe A)                                                                                      | | Lituanie (Or Groupe B)                                                                                     | Bosnie-Herzégovine (Argent Groupe A)                                                                       | | Islande (Argent Groupe B)                                                                                  | non mis en place                                                                                           | |
| 2005  | Tallinn       | Slovaquie                                                                                                  | 85-55 | Estonie | Allemagne                                                                                                  | 71-59 | Angleterre                                                                                                 | non mis en place                                                                                           | |
| 2006  | Jyväskylä     | Suède | 72-62 | Lettonie                                                                                                   | Roumanie                                                                                                   | 72-63 | Italie | non mis en place                                                                                           | |
| 2007  | Chieti        | Italie | 64-55 | Allemagne                                                                                                  | Slovénie                                                                                                   | 66-61 | Israël | non mis en place                                                                                           | |
| 2008  | Pravetz       | Grèce | 56-47 | Finlande                                                                                                   | Roumanie                                                                                                   | 70-56 | Slovénie                                                                                                   | non mis en place                                                                                           | |
| 2009  | Tallinn       | Pays-Bas                                                                                                   | 71-59 | Croatie | Slovaquie                                                                                                  | 77-50 | Danemark                                                                                                   | Willemijn Kallenberg                                                                                       | |
| 2010  | Skopje        | Hongrie | 55-44 | Slovaquie                                                                                                  | Portugal                                                                                                   | 78-52 | Angleterre                                                                                                 | Amadea Szamosi                                                                                             | |
| 2011  | Arad          | Allemagne                                                                                                  | 66-63 | Angleterre                                                                                                 | Lettonie                                                                                                   | 84-52 | Bulgarie                                                                                                   | Noémie Rouault                                                                                             | |
| 2012  | Tallinn       | Lituanie (2)                                                                                               | 86-73 | Bulgarie                                                                                                   | Lettonie                                                                                                   | 42-35 | Portugal                                                                                                   | Dalia Belickaitė                                                                                           | |
| 2013  | Matosinhos    | Serbie | 58-54 | Portugal                                                                                                   | Danemark                                                                                                   | 76-67 | Finlande                                                                                                   | Maria Kostourkova                                                                                          | |
| 2014  | Tallinn       | Allemagne (2)                                                                                              | 68-54 | Angleterre                                                                                                 | Pays-Bas                                                                                                   | 54-44 | Slovénie                                                                                                   | Satou Sabally                                                                                              | |
| 2015  | Ohrid, Struga | Lituanie (3)                                                                                               | 80-74 | Biélorussie                                                                                                | Suède | 54-44 | Slovénie                                                                                                   | Dalia Donskichytė                                                                                          | |
| 2016  | Oradea        | Pologne | 66-52 | Roumanie                                                                                                   | Pays-Bas                                                                                                   | 50-44 | Israël | Anna Makurat                                                                                               | |
| 2017  | Skopje        | Danemark                                                                                                   | 74-73 | Belgique                                                                                                   | Grèce | 53-36 | Ukraine | Maxuella Lisowa-Mbaka                                                                                      | |
| 2018  | Podgorica     | Suède (2)                                                                                                  | 51-41 | Grèce | Finlande                                                                                                   | 86-52 | Biélorussie                                                                                                | Ioanna Chatzileonti                                                                                        | |
| 2019  | Sofia         | Slovénie                                                                                                   | 71-56 | Portugal                                                                                                   | Croatie | 49-45 | Norvège | Mojca Jelenc                                                                                               | |
| 2020  | Sarajevo      | Tournoi annulé en raison de la pandémie de coronavirus                                                     | Tournoi annulé en raison de la pandémie de coronavirus                                                     | Tournoi annulé en raison de la pandémie de coronavirus                                                     | Tournoi annulé en raison de la pandémie de coronavirus                                                     | Tournoi annulé en raison de la pandémie de coronavirus                                                     | Tournoi annulé en raison de la pandémie de coronavirus                                                     | Tournoi annulé en raison de la pandémie de coronavirus                                                     | Tournoi annulé en raison de la pandémie de coronavirus                                                     |
| 2021  | Sarajevo      | Tournoi annulé en raison de la pandémie de coronavirus et remplacé par les Challengers européens 2021 (en) | Tournoi annulé en raison de la pandémie de coronavirus et remplacé par les Challengers européens 2021 (en) | Tournoi annulé en raison de la pandémie de coronavirus et remplacé par les Challengers européens 2021 (en) | Tournoi annulé en raison de la pandémie de coronavirus et remplacé par les Challengers européens 2021 (en) | Tournoi annulé en raison de la pandémie de coronavirus et remplacé par les Challengers européens 2021 (en) | Tournoi annulé en raison de la pandémie de coronavirus et remplacé par les Challengers européens 2021 (en) | Tournoi annulé en raison de la pandémie de coronavirus et remplacé par les Challengers européens 2021 (en) | Tournoi annulé en raison de la pandémie de coronavirus et remplacé par les Challengers européens 2021 (en) |
| 2022  | Podgorica     | Serbie (2)                                                                                                 | 84-66 | Turquie | Israël | 59-47 | Suède | Lana Marić                                                                                                 | |
| 2023  | Podgorica     | Allemagne (3)                                                                                              | 65-57 | Monténégro                                                                                                 | Suède | 61-52 | Estonie | Clara Bielefeld                                                                                            | |
| 2024  | Konya         | Roumanie                                                                                                   | 54-52 | République tchèque                                                                                         | Grande-Bretagne                                                                                            | 84-62 | Turquie | Ioana-Vanessa Velcea                                                                                       | |
| 2025  | Istanbul      | | | | | | | | |

### Médailles par pays
Tableau actualisé après le championnat 2024.
| Rang | Nation             | Or | Argent | Bronze | Total |
| ---- | ------------------ | -- | ------ | ------ | ----- |
| 1    | Allemagne          | 3  | 1      | 1      | 5     |
| 2    | Lituanie           | 3  | 0      | 0      | 3     |
| 3    | Suède              | 2  | 0      | 2      | 4     |
| 4    | Serbie             | 2  | 0      | 0      | 2     |
| 5    | Grèce              | 1  | 1      | 1      | 3     |
| 5    | Slovaquie          | 1  | 1      | 1      | 3     |
| 7    | Pays-Bas           | 1  | 0      | 2      | 3     |
| 8    | Danemark           | 1  | 0      | 1      | 2     |
| 8    | Slovénie           | 1  | 0      | 1      | 2     |
| 10   | Hongrie            | 1  | 0      | 0      | 1     |
| 10   | Italie             | 1  | 0      | 0      | 1     |
| 10   | Pologne            | 1  | 0      | 0      | 1     |
| 10   | Ukraine            | 1  | 0      | 0      | 1     |
| 14   | Portugal           | 0  | 2      | 1      | 3     |
| 15   | Lettonie           | 0  | 1      | 2      | 3     |
| 15   | Roumanie           | 1  | 1      | 2      | 4     |
| 17   | Croatie            | 0  | 1      | 1      | 2     |
| 17   | Finlande           | 0  | 1      | 1      | 2     |
| 19   | République tchèque | 0  | 1      | 0      | 1     |
| 19   | Biélorussie        | 0  | 1      | 0      | 1     |
| 19   | Belgique           | 0  | 1      | 0      | 1     |
| 19   | Bosnie-Herzégovine | 0  | 1      | 0      | 1     |
| 19   | Bulgarie           | 0  | 1      | 0      | 1     |
| 19   | Estonie            | 0  | 1      | 0      | 1     |
| 19   | Islande            | 0  | 1      | 0      | 1     |
| 19   | Monténégro         | 0  | 1      | 0      | 1     |
| 19   | Turquie            | 0  | 1      | 0      | 1     |
| 28   | Israël             | 0  | 0      | 1      | 1     |
| 28   | Grande-Bretagne    | 0  | 0      | 1      | 1     |

### Détail par pays
| Équipe             | 2004 | 2005 | 2006 | 2007 | 2008 | 2009 | 2010 | 2011 | 2012 | 2013 | 2014 | 2015 | 2016 | 2017            | 2018            | 2019            | 2022            | 2023            | 2024            | 2025            | Total |
| ------------------ | ---- | ---- | ---- | ---- | ---- | ---- | ---- | ---- | ---- | ---- | ---- | ---- | ---- | --------------- | --------------- | --------------- | --------------- | --------------- | --------------- | --------------- | ----- |
| Albanie            | 8e   |      |      |      |      |      |      |      |      |      |      | 20e  | 23e  | 21e             | 23e             | 23e             |                 |                 |                 |                 | 6     |
| Allemagne          |      | 3e   | 8e   | 2e   |      |      | 5e   | 1er  |      | 12e  | 1er  |      |      |                 |                 |                 |                 | 1er             |                 |                 | 8     |
| Angleterre         | 5e   | 4e   | 12e  | 7e   | 13e  | 11e  | 4e   | 2e   |      | 7e   | 2e   |      | 10e  | Grande-Bretagne | Grande-Bretagne | Grande-Bretagne | Grande-Bretagne | Grande-Bretagne | Grande-Bretagne | Grande-Bretagne | 11    |
| Autriche           |      | 16e  | 16e  |      |      | 19e  |      |      |      |      | 16e  | 15e  | 20e  |                 |                 | 19e             | 8e              | 12e             | 7e              | Q               | 11    |
| Belgique           |      |      |      |      |      |      |      |      |      |      |      |      | 9e   | 2e              |                 |                 |                 |                 |                 |                 | 2     |
| Biélorussie        |      |      |      |      |      |      |      |      | 12e  | 8e   |      | 2e   |      |                 | 4e              | 9e              |                 |                 |                 |                 | 5     |
| Bosnie-Herzégovine | 2e   | 13e  | 6e   | 6e   | 15e  | 6e   |      |      |      |      |      |      | 17e  | 8e              | 20e             | 17e             | 7e              | 17e             | 13e             | Q               | 14    |
| Bulgarie           |      |      | 7e   |      | 8e   | 17e  | 6e   | 4e   | 2e   |      | 7e   | 13e  | 13e  | 13e             | 18e             | 8e              | 5e              | 15e             | 15e             | Q               | 16    |
| Chypre             |      |      |      |      |      |      |      |      |      |      |      |      | 22e  |                 |                 |                 |                 | 20e             |                 |                 | 2     |
| Croatie            |      |      |      | 9e   | 9e   | 2e   |      |      |      |      |      |      |      |                 |                 | 3e              |                 |                 |                 |                 | 4     |
| Danemark           |      |      |      |      | 7e   | 4e   | 11e  | 12e  | 11e  | 3e   |      | 11e  | 16e  | 1er             |                 |                 |                 | 13e             | 6e              | Q               | 12    |
| Écosse             |      |      |      |      |      |      |      |      |      |      |      | 19e  | 21e  | Grande-Bretagne | Grande-Bretagne | Grande-Bretagne | Grande-Bretagne | Grande-Bretagne | Grande-Bretagne | Grande-Bretagne | 2     |
| Estonie            | 6e   | 2e   |      |      | 16e  | 14e  |      | 10e  | 13e  | 16e  | 15e  |      | 11e  | 15e             | 9e              |                 |                 | 4e              | 17e             |                 | 13    |
| Finlande           | 8e   | 12e  | 9e   | 5e   | 2e   |      |      |      | 8e   | 4e   | 6e   | 10e  | 7e   | 5e              | 3e              |                 |                 |                 |                 |                 | 12    |
| Grande-Bretagne    |      |      |      |      |      |      |      |      |      |      |      |      |      | 18e             | 15e             | 6e              | 11e             | 6e              | 3e              |                 | 6     |
| Grèce              |      |      |      |      | 1er  |      |      |      |      |      |      | 8e   | 5e   | 3e              | 2e              |                 |                 |                 |                 | Q               | 6     |
| Hongrie            |      |      |      |      |      |      | 1er  |      |      |      |      |      |      |                 |                 |                 |                 |                 |                 |                 | 1     |
| Irlande            | 9e   | 8e   | 13e  | 10e  | 11e  | 12e  | 12e  | 15e  |      | 15e  | 11e  | 7e   | 6e   | 10e             | 14e             | 12e             | 15e             | 14e             | 10e             | Q               | 19    |
| Islande            | 2e   | 15e  | 17e  |      |      |      |      |      |      |      |      |      | 18e  | 19e             | 19e             | 21e             | 12e             | 5e              | 14e             | Q               | 11    |
| Israël             | 3e   | 9e   | 10e  | 4e   | 17e  | 13e  | 10e  | 13e  | 9e   | 6e   | 12e  | 9e   | 4e   | 9e              | 5e              | 11e             | 3e              |                 |                 |                 | 17    |
| Italie             |      |      | 4e   | 1er  |      |      |      |      |      |      |      |      |      |                 |                 |                 |                 |                 |                 |                 | 2     |
| Kosovo             |      |      |      |      |      |      |      |      |      |      |      |      |      |                 | 21e             | 20e             |                 |                 | 20e             |                 | 3     |
| Lettonie           | 4e   | 10e  | 2e   |      |      | 5e   | 9e   | 3e   | 3e   |      |      |      |      |                 |                 |                 |                 |                 |                 |                 | 7     |
| Lituanie           | 1er  |      |      |      |      |      |      | 5e   | 1er  |      | 9e   | 1er  |      |                 |                 |                 |                 | 7e              | 5e              | Q               | 8     |
| Luxembourg         | 7e   |      | 11e  |      | 18e  | 16e  | 16e  | 14e  | 10e  | 10e  | 17e  | 16e  | 8e   | 14e             | 17e             | 16e             | 17e             | 16e             | 18e             | Q               | 18    |
| Macédoine du Nord  |      |      |      |      |      |      | 14e  |      |      |      |      | 17e  | 15e  | 17e             | 22e             | 22e             | 18e             |                 |                 | Q               | 8     |
| Moldavie           |      |      |      |      |      |      |      |      |      |      |      |      |      | 22e             |                 |                 |                 |                 |                 |                 | 1     |
| Monténégro         |      |      |      |      | 12e  | 9e   |      |      |      |      |      |      |      |                 | 11e             | 14e             | 9e              | 2e              |                 |                 | 6     |
| Norvège            |      |      |      |      |      |      |      |      | 15e  | 17e  | 14e  | 18e  | 19e  | 20e             | 12e             | 4e              | 16e             | 19e             | 12e             | Q               | 12    |
| Pays-Bas           | 7e   | 11e  | 14e  | 8e   | 6e   | 1er  |      |      |      |      | 3e   |      | 3e   |                 |                 | 13e             | 10e             | 10e             | 11e             | Q               | 13    |
| Pologne            |      |      |      |      |      |      |      |      | 5e   | 5e   | 5e   | 6e   | 1er  |                 |                 |                 |                 |                 |                 |                 | 5     |
| Portugal           | 4e   | 14e  | 15e  | 11e  | 10e  | 8e   | 3e   | 7e   | 4e   | 2e   |      |      |      | 6e              | 7e              | 2e              |                 |                 | 9e              | Q               | 15    |
| République tchèque |      |      |      |      |      |      |      |      |      |      |      |      |      |                 |                 |                 |                 |                 | 2e              |                 | 1     |
| Roumanie           | 5e   | 5e   | 3e   | 12e  | 3e   | 7e   | 8e   | 8e   | 14e  | 14e  | 13e  | 5e   | 2e   |                 | 6e              | 15e             | 14e             | 8e              | 1er             |                 | 18    |
| Serbie             |      |      |      |      |      |      |      |      |      | 1er  |      |      |      |                 |                 | 5e              | 1er             |                 |                 |                 | 3     |
| Slovaquie          |      | 1er  |      |      | 5e   | 3e   | 2e   |      |      |      |      |      |      | 16e             | 13e             | 10e             | 6e              | 9e              | 8e              | Q               | 11    |
| Slovénie           | 6e   | 7e   | 5e   | 3e   | 4e   | 10e  | 7e   | 9e   | 7e   | 9e   | 4e   | 4e   | 12e  | 11e             | 8e              | 1er             |                 |                 |                 |                 | 16    |
| Suède              | 3e   | 6e   | 1er  |      |      |      |      |      |      |      |      | 3e   |      | 7e              | 1er             |                 | 4e              | 3e              |                 | Q               | 9     |
| Suisse             |      |      |      |      | 14e  | 18e  | 15e  | 11e  |      | 13e  | 10e  | 14e  |      | 12e             | 16e             | 18e             | 19e             | 18e             | 19e             | Q               | 14    |
| Turquie            |      |      |      |      |      |      |      |      |      |      |      |      |      |                 |                 |                 | 2e              |                 | 4e              | Q               | 3     |
| Ukraine            | 1er  |      |      |      |      | 15e  | 13e  | 6e   | 6e   | 11e  | 8e   | 12e  | 14e  | 4e              | 10e             | 7e              | 13e             | 11e             | 16e             | Q               | 16    |
| Total              | 17   | 16   | 17   | 12   | 18   | 19   | 16   | 15   | 15   | 17   | 17   | 20   | 23   | 22              | 23              | 23              | 19              | 20              | 20              | 19              |       |

## Division C

### Palmarès
| Année | Pays hôte          | Finale | Finale | Finale | Petite finale                                                                                              | Petite finale                                                                                              | Petite finale                                                                                              | MVP | |
| Année | Pays hôte          | Champion                                                                                                   | Score | Deuxième                                                                                                   | Troisième                                                                                                  | Score | Quatrième                                                                                                  | MVP | |
| ----- | ------------------ | --- | --- | --- | --- | --- | --- | --- | --- |
| 2000  | Gibraltar          | Chypre | | Écosse | Andorre | | Islande | non mis en place                                                                                           | |
| 2002  | Ta' Qali           | Luxembourg                                                                                                 | | Islande | Écosse | | Malte | non mis en place                                                                                           | |
| 2004  | Andorre-la-Vieille | Luxembourg (2)                                                                                             | | Écosse | Andorre | | Gibraltar                                                                                                  | non mis en place                                                                                           | |
| 2006  | Luxembourg         | Écosse | 53-48 | Luxembourg                                                                                                 | Monaco | 68-23 | Gibraltar                                                                                                  | non mis en place                                                                                           | |
| 2008  | Monaco             | Islande | 74-41 | Albanie | Écosse | 68-49 | Malte | non mis en place                                                                                           | |
| 2010  | Andorre-la-Vieille | Écosse (2)                                                                                                 | 95-32 | Monaco | Andorre | 49-36 | Chypre | non mis en place                                                                                           | |
| 2011  | Andorre-la-Vieille | Andorre | 61-49 | Chypre | Malte | 49-45 | Monaco | non mis en place                                                                                           | |
| 2012  | Gibraltar          | Islande (2)                                                                                                | 57-44 | Chypre | Écosse | 62-29 | Gibraltar                                                                                                  | non mis en place                                                                                           | |
| 2013  | Gibraltar          | Chypre (2)                                                                                                 | | Écosse | Monaco | | Gibraltar                                                                                                  | non mis en place                                                                                           | |
| 2014  | La Valette         | Écosse (3)                                                                                                 | | Malte | Andorre | | Pays de Galles                                                                                             | non mis en place                                                                                           | |
| 2015  | Andorre-la-Vieille | Islande (3)                                                                                                | 76-39 | Arménie | Malte | 53-35 | Pays de Galles                                                                                             | Þóranna Hodge-Carr                                                                                         | |
| 2016  | Andorre-la-Vieille | Géorgie | 54-35 | Andorre | Malte | 61-28 | Kosovo | Natalia Otkhmezuri                                                                                         | |
| 2017  | Gibraltar          | Arménie | 63-44 | Malte | Géorgie | 66-45 | Pays de Galles                                                                                             | Anna Aslanian                                                                                              | |
| 2018  | Chișinău           | Autriche                                                                                                   | 69-48 | Écosse | Géorgie | 51-50 | Moldavie                                                                                                   | Sarah Winkler                                                                                              | |
| 2019  | Chișinău           | Chypre (3)                                                                                                 | 75-38 | Géorgie | Écosse | 76-35 | Moldavie                                                                                                   | Panagiota Kyriakou                                                                                         | |
| 2020  | Gibraltar          | Tournoi annulé en raison de la pandémie de coronavirus                                                     | Tournoi annulé en raison de la pandémie de coronavirus                                                     | Tournoi annulé en raison de la pandémie de coronavirus                                                     | Tournoi annulé en raison de la pandémie de coronavirus                                                     | Tournoi annulé en raison de la pandémie de coronavirus                                                     | Tournoi annulé en raison de la pandémie de coronavirus                                                     | Tournoi annulé en raison de la pandémie de coronavirus                                                     | Tournoi annulé en raison de la pandémie de coronavirus                                                     |
| 2021  | Gibraltar          | Tournoi annulé en raison de la pandémie de coronavirus et remplacé par les Challengers européens 2021 (en) | Tournoi annulé en raison de la pandémie de coronavirus et remplacé par les Challengers européens 2021 (en) | Tournoi annulé en raison de la pandémie de coronavirus et remplacé par les Challengers européens 2021 (en) | Tournoi annulé en raison de la pandémie de coronavirus et remplacé par les Challengers européens 2021 (en) | Tournoi annulé en raison de la pandémie de coronavirus et remplacé par les Challengers européens 2021 (en) | Tournoi annulé en raison de la pandémie de coronavirus et remplacé par les Challengers européens 2021 (en) | Tournoi annulé en raison de la pandémie de coronavirus et remplacé par les Challengers européens 2021 (en) | Tournoi annulé en raison de la pandémie de coronavirus et remplacé par les Challengers européens 2021 (en) |
| 2022  | Koritza            | Chypre (4)                                                                                                 | 58-42 | Arménie | Malte | 64-47 | Andorre | Seda Gabrielyan                                                                                            | |
| 2023  | Andorre-la-Vieille | Azerbaïdjan                                                                                                | 57-45 | Andorre | Géorgie | 51-46 | Malte | Ela Gokchol                                                                                                | |
| 2024  | Gibraltar          | Azerbaïdjan                                                                                                | 69-52 | Chypre | Albanie | 43-41 | Malte | Angelina İsmayılova                                                                                        | |
| 2025  | Peć                | Chypre | 65-58 | Arménie | Albanie | 61-57 | Malte | Evelina Demetriadi                                                                                         | |

### Médailles par pays
Tableau actualisé après le championnat 2025.
| Rang | Nation      | Or | Argent | Bronze | Total |
| ---- | ----------- | -- | ------ | ------ | ----- |
| 1    | Chypre      | 5  | 3      | 0      | 8     |
| 2    | Écosse      | 3  | 4      | 4      | 11    |
| 3    | Islande     | 3  | 1      | 0      | 4     |
| 4    | Luxembourg  | 2  | 1      | 0      | 3     |
| 5    | Azerbaïdjan | 2  | 0      | 0      | 2     |
| 6    | Arménie     | 1  | 3      | 0      | 4     |
| 7    | Andorre     | 1  | 2      | 4      | 7     |
| 8    | Géorgie     | 1  | 1      | 3      | 5     |
| 9    | Autriche    | 1  | 0      | 0      | 1     |
| 10   | Malte       | 0  | 2      | 4      | 6     |
| 11   | Monaco      | 0  | 1      | 2      | 3     |
| 11   | Albanie     | 0  | 1      | 2      | 3     |

### Détail par pays
| Équipe         | 2000 | 2002 | 2004 | 2006 | 2008 | 2010 | 2011 | 2012 | 2013 | 2014 | 2015 | 2016 | 2017 | 2018 | 2019 | 2022 | 2023 | 2024 | 2025 | Total |
| -------------- | ---- | ---- | ---- | ---- | ---- | ---- | ---- | ---- | ---- | ---- | ---- | ---- | ---- | ---- | ---- | ---- | ---- | ---- | ---- | ----- |
| Albanie        |      |      |      |      | 2e   |      |      |      |      |      |      |      |      |      |      | 5e   | 5e   | 3e   | 3e   | 5     |
| Andorre        | 3e   | 5e   | 3e   |      |      | 3e   | 1er  | 5e   |      | 3e   | 6e   | 2e   |      |      |      | 4e   | 2e   |      |      | 11    |
| Arménie        |      |      |      |      |      |      |      |      |      |      | 2e   |      | 1er  |      |      | 2e   | 6e   | 5e   | 2e   | 6     |
| Autriche       |      |      |      |      |      |      |      |      |      |      |      |      |      | 1er  |      |      |      |      |      | 1     |
| Azerbaïdjan    |      |      |      |      |      |      |      |      |      |      |      |      |      |      |      |      | 1er  | 1er  |      | 2     |
| Chypre         | 1er  |      |      |      |      | 4e   | 2e   | 2e   | 1er  |      |      |      |      |      | 1er  | 1er  |      | 2e   | 1er  | 9     |
| Écosse         | 2e   | 3e   | 2e   | 1er  | 3e   | 1er  |      | 3e   | 2e   | 1er  |      |      |      | 2e   | 3e   |      |      |      |      | 11    |
| Géorgie        |      |      |      |      |      |      |      |      |      |      |      | 1er  | 3e   | 3e   | 2e   |      | 3e   | 6e   | 5e   | 7     |
| Gibraltar      | 6e   | 6e   | 4e   | 4e   | 6e   | 6e   | 5e   | 4e   | 4e   | 5e   | 5e   | 5e   | 6e   | 8e   | 7e   |      | 8e   | 8e   | 8e   | 18    |
| Islande        | 4e   | 2e   |      |      | 1er  |      |      | 1er  |      |      | 1er  |      |      |      |      |      |      |      |      | 5     |
| Kosovo         |      |      |      |      |      |      |      |      |      |      |      | 4e   | 5e   |      |      |      |      |      | 6e   | 3     |
| Luxembourg     |      | 1er  | 1er  | 2e   |      |      |      |      |      |      |      |      |      |      |      |      |      |      |      | 3     |
| Malte          | 5e   | 4e   |      |      | 4e   | 5e   | 3e   | 6e   |      | 2e   | 3e   | 3e   | 2e   | 5e   | 6e   | 3e   | 4e   | 4e   | 4e   | 16    |
| Moldavie       |      |      |      |      |      |      |      |      |      |      |      |      |      | 4e   | 4e   | 6e   | 7e   | 7e   | 7e   | 6     |
| Monaco         |      |      |      | 3e   | 5e   | 2e   | 4e   | 7e   | 3e   |      |      |      | 7e   | 7e   |      |      |      |      |      | 8     |
| Pays de Galles |      |      | 5e   |      |      |      | 6e   | 8e   | 5e   | 4e   | 4e   | 6e   | 4e   | 6e   | 5e   |      |      |      |      | 10    |
| Total          | 6    | 6    | 5    | 4    | 6    | 6    | 6    | 8    | 5    | 5    | 6    | 6    | 7    | 8    | 7    | 6    | 8    | 8    | 8    |       |